# Vesszőstelep
Vesszőstelep (románul: Lunca Ozunului) település Romániában, Kovászna megye területén.

## Története
Korábban Uzon része volt. A trianoni békeszerződés előtt Háromszék vármegye Sepsi járásához tartozott.

## Népessége
1992-ben 205 lakosa volt, ebből 4 magyar kivételével mindenki román.

## Vallások
A lakók 2 kivétellel ortodox keresztények.